# طعن فورتسبورغ 2021
في 25 يونيو 2021، وقع حادث طعن جماعي في فورتسبورغ، ألمانيا. حيث قتل المهاجم ثلاثة مدنيين وجرح سبعة آخرين. وبعد دقائق أطلقت الشرطة النار على المشتبه به واعتقلته.

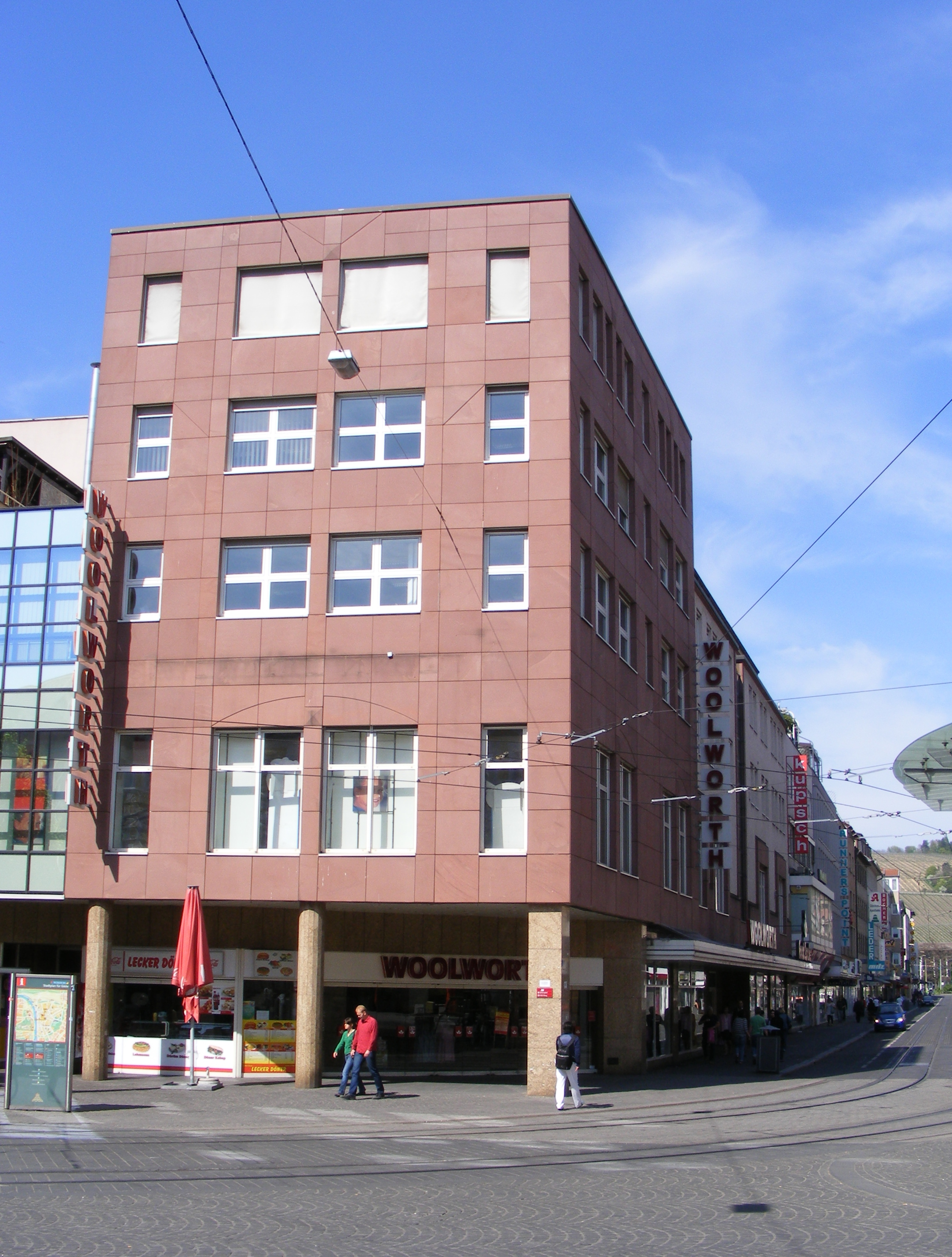
متجر وولورث في فورتسبورغ (قبل 2011)

في حوالي الساعة 17:00 بالتوقيت المحلي، دخل رجل حافي القدمين إلى متجر وولورث في بارباروسابلاتز، فورتسبورغ، بافاريا، ألمانيا. سأل مساعد المتجر عن جزء المتجر الذي عُرضت فيه السكاكين. وهناك، أمسك بسكين كبيرة من قسم المطبخ، وطعن مساعد المتجر وقتله. ثم قتل المهاجم عميلين. ثم خرج المهاجم من المتجر، وطعن المزيد من المدنيين في الشارع وخارج البنك، مما أدى إلى إصابة سبعة أشخاص. واجهه المارة وهم يدافعون عن أنفسهم بأشياء ألقي بعضها على المهاجم. ثم حاصر ضباط الشرطة المشتبه به في Oberthürstraße، وفتحوا النار عليه، فأصابوه في فخذه واعتقلوه.

## الضحايا

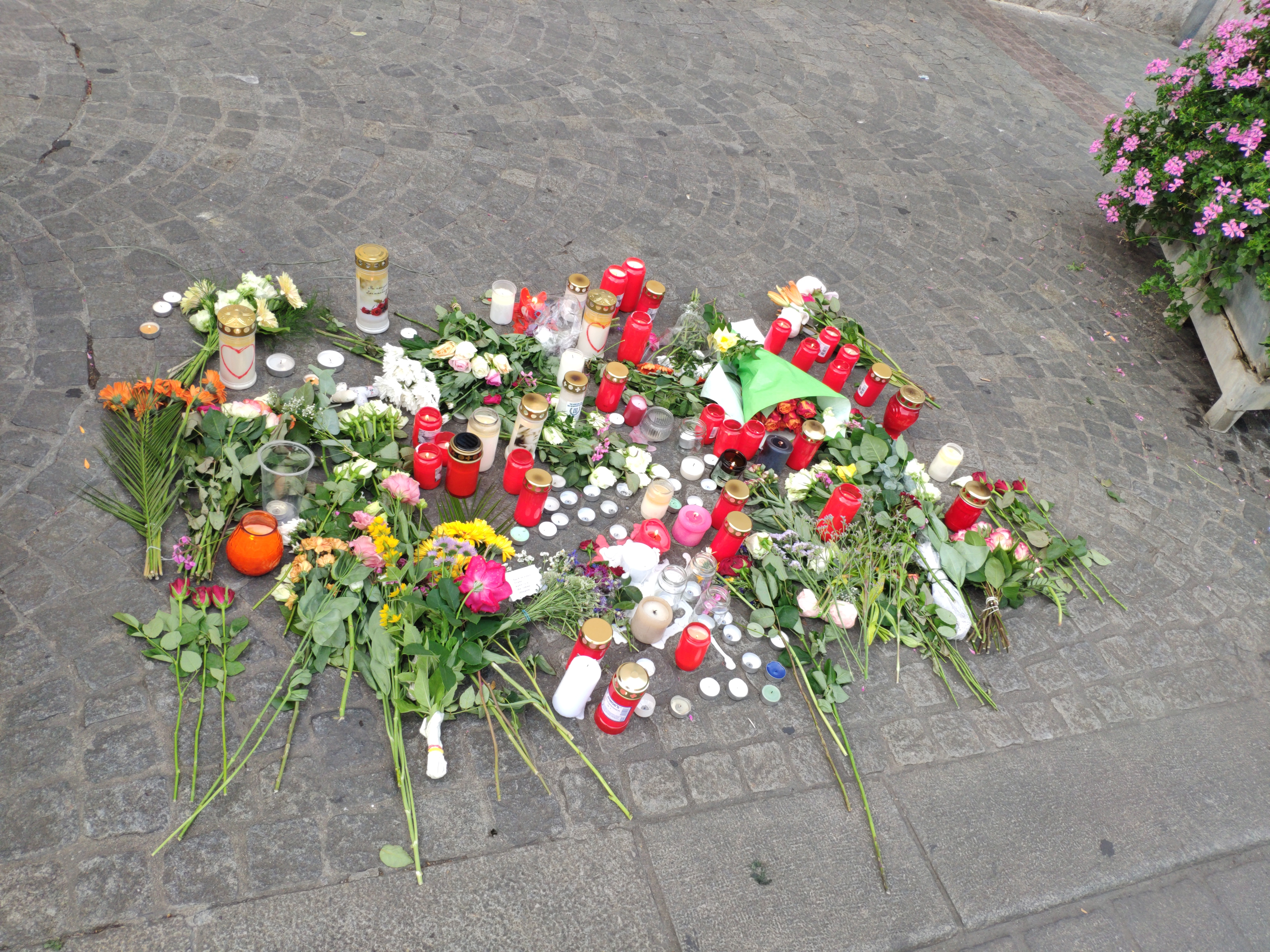
زهور للضحايا

وأسفر الهجوم عن مقتل ثلاثة أشخاص وإصابة سبعة آخرين. جميع الضحايا من النساء، وجميعهن قُتلن في أول عملية طعن في السوق، بما في ذلك عاملة متجر ؛ كانوا في سن 25 و 49 و 82. ومن بين الجرحى السبعة أربع نساء، إحداهن طفلة. اثنان منهن في حالة حرجة.

## مرتكب الجريمة
تم التعرف على الجاني بأنه رجل يبلغ من العمر 24 عاما من الصومال الجنسية يدعى عبد الرحمن جبريل. ولد في مقديشو، وقد وصل إلى ألمانيا في مايو 2015، وعاش في ولاية سكسونيا حتى عام 2019 حيث يقيم عادة، إلى أن انتقل إلى مأوى للمشردين في سبتمبر 2019 في فورتسبورغ. قبل أشهر، كان قد لفت انتباه السلطات بسبب عدد من المشاجرات العنيفة، وتم إجباره على تلقي رعاية نفسية قبل شهر من الهجوم، حيث أوقف سيارة عشوائية في الشارع وجلس فيها. ومع ذلك، فقد تم تسريحه بعد يوم واحد حيث لم يتم العثور على آثار للمرض العقلي كان آخر حادث عنيف له قبل الطعن الجماعي في يناير 2021، عندما هدد أحد موظفي مركز اللجوء بسكين. ومع ذلك لم يتم توجيه تهمة إليه بارتكاب جريمة. كما ورد أنه ارتكب جرائم في الصومال عندما كان أصغر سناً.
لا يوجد دليل على وجود شريك له في الجريمة، ويبدو أن الجاني قد عمل بمفرده.

## الدافع
لم يتم تأكيد الدافع للهجوم رسميًا، إلا أن الشرطة تشتبه في أن التطرف هو الدافع وراءه. وقال متحدث باسم الشرطة إنه بينما كان للمهاجم سوابق جنائية، لم تكن أي من جرائمه السابقة مرتبطة بالإرهاب. وتحقق الشرطة أيضًا في ما إذا كان إطلاق سراحه من الرعاية النفسية سابقًا لأوانه ؛ لكن لم يتم تشخيص المشتبه به باضطراب عقلي. ووجد المحققون الذين فحصوا غرفته لمزيد من الأدلة، مواد وأوراق خاصة بالدولة الإسلامية في العراق والشام كتبها المهاجم أطلق فيها رسائل كراهية وشعارات دينية متطرفة.